# Хроника шута
«Хроника шута» (в советском прокате — Два мушкетёра) (чеш. Bláznova kronika) — чёрно-белый художественный фильм 1964 года производства Чехословакии, созданный режиссёром Карелом Земаном.
Охарактеризован самим Карелом Земаном как «псевдоисторический» фильм. Антивоенная чёрная комедия. Фильм сочетает в себе игровое кино и анимацию, стилизованную под гравюры времён Тридцатилетней войны Маттеуса Мериана (старшего).
Премьера фильма состоялась 18 декабря 1964 года.

## Сюжет
События разворачиваются во время Тридцатилетней богемской войны. Главные герои фильма: крестьянский парень Петр (простодушный глупец, завербованный Мансфельдом в мушкетеры), молодая крестьянка Ленка и императорский мушкетёр Матей. Оказавшись в разгромленном лагере, Петр, Матей и Ленка переодеваются в дорогие наряды, но попадают в плен и оказываются в графском замке. После ряда приключений они совершают побег и обретают мирную жизнь.

## В ролях
- Петр Костка — Петр
- Эмилия Вашариова — Ленка
- Мирослав Голуб — Матей, императорский мушкетёр
- Карел Эффа — Варга
- Иржи Голый — Испанский офицер
- Эдуард Когоут — Граф
- Честмир Ржанда — вахмистр
- Франтишек Коваржик — шут
- Владимир Меншик — придворный художник
- Эва Шенкова  — графиня
- Валентина Тиелова — Вероника
- Вацлав Подгорский —
- Зденек Скалицкий —
- Эрвин Золар
- Ольга Шоберова — прачка
- Мила Мысликова — служанка (нет в титрах)
- Франтишек Смолик — рассказчик
- Эвелин Опела — эпизод (нет в титрах)
- Милан Недела — кузнец (нет в титрах)
- Мартин Раус — эпизод (нет в титрах)

## Съёмочная группа
- Авторы сценария: Франтишек Смолик, Павел Юрачек, Карел Земан
- Режиссёр: Карел Земан
- Оператор: Вацлав Гунька, Богуслав Пикгарт
- Композитор: Ян Новак
- Редактор: Мирослав Гайек
- Звук: Роман Хлох
- Художник: Зденек Розкопал
- Костюмы: Мирослава Шмидова, Дагмар Краусова
- Грим: Рудольф Хаммер, Ян Штетина, Иржи Будин
- Комбинированные съёмки
  - Аниматоры: Арношт Купчик, Франтишек Крчмарж
  - Режиссёр: Богуслав Пихарт
  - Сцены: Зденек Острчил, Карел Земан
- Директор: Богумил Брейча, Мирослав Кубишта

## Награды
- Фильм имел заметный успех на Международном кинофестивале в Сан-Франциско в 1964 году, получив награду за лучший фильм и лучшую режиссуру.
- Признан лучшим фильмом на Международном кинофестивале в Аддис-Абебе в 1964 год
- Отмечен наградами в трёх категориях на Каннском кинофестивале.